# Littérature
Pour la revue dadaïste, voir Littérature (revue).
« Études littéraires » redirige ici.  Pour la revue scientifique, voir Études littéraires (revue).

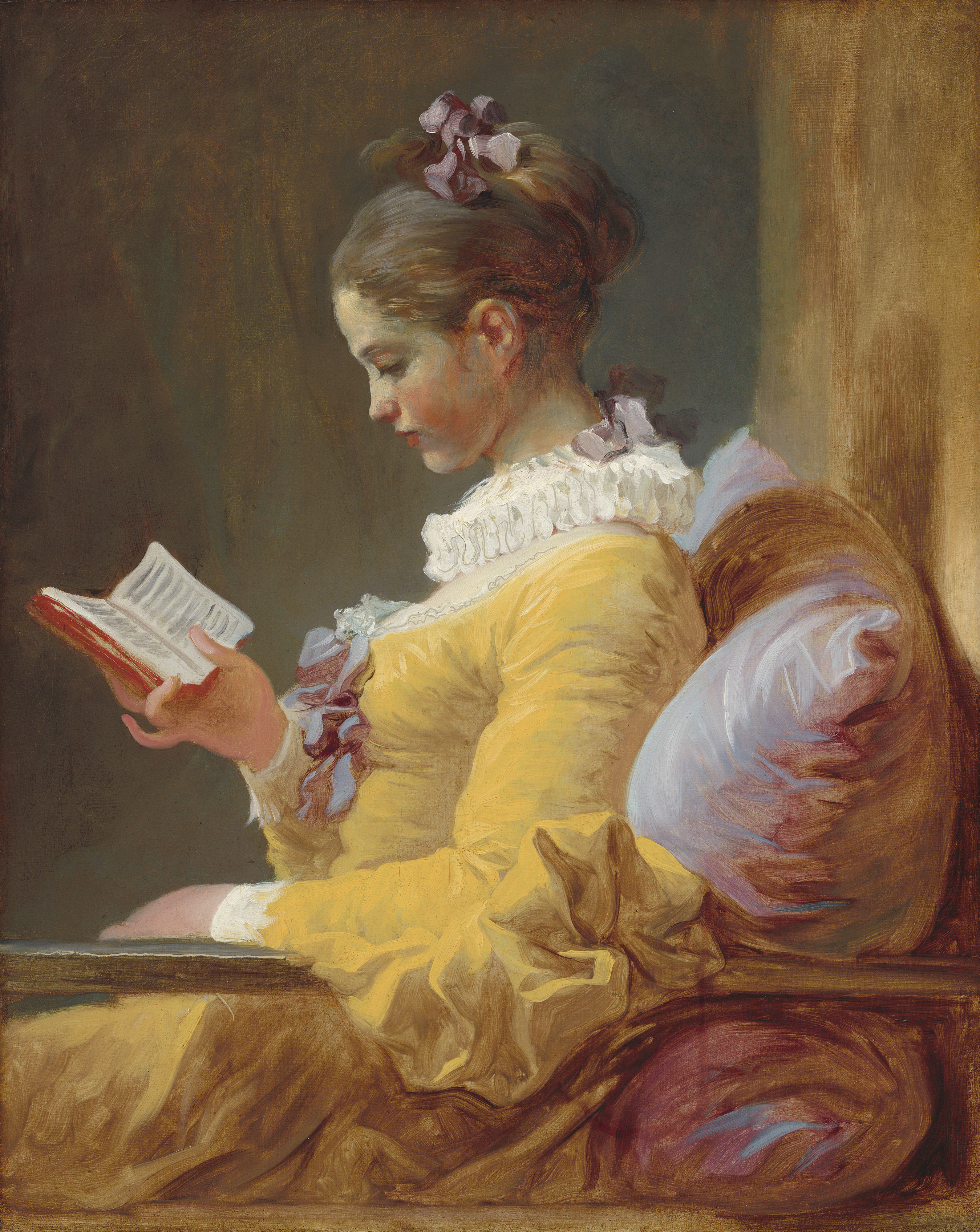
Jean-Honoré Fragonard, La Liseuse.

La littérature est l'ensemble des œuvres écrites ou orales auxquelles on reconnaît une valeur esthétique ; c'est un art exprimant un idéal de beauté. Grâce aux productions littéraires, elle permet de manifester des émotions et de révéler aux lecteurs ou aux auditeurs ce qu'une personne a dans le cœur. La littérature vise à éduquer, à communiquer des pensées, à influencer et même à séduire. Elle constitue un héritage patrimonial et peut concourir à la préservation du patrimoine d'un pays, lorsqu'elle en souligne les valeurs, la culture et la civilisation.
Le mot « littérature », issu du latin litteratura dérivé de littera (la lettre), apparaît souvent au début du XIIe siècle avec un sens technique de « chose écrite » puis évolue à la fin du Moyen Âge vers le sens de « savoir tiré des livres ». Aux XVIIe et XVIIIe siècles, il prend son sens principal actuel, à savoir l'ensemble des œuvres écrites ou orales comportant une dimension esthétique (ex. : « C'est avec les beaux sentiments que l'on fait de la mauvaise littérature », André Gide) ou l'activité participant à leur élaboration (ex. : « Se consacrer à la littérature »).
La littérature se définit en effet comme un aspect particulier de la communication verbale — orale ou écrite — qui met en jeu une exploitation des ressources de la langue pour multiplier les effets sur le destinataire, qu'il soit lecteur ou auditeur. La littérature — dont les frontières sont nécessairement floues et variables selon les appréciations personnelles — se caractérise donc, non par ses supports et ses genres, mais par sa fonction esthétique : la mise en forme du message l'emporte sur le contenu, dépassant ainsi la communication utilitaire limitée à la transmission d'informations même complexes. Aujourd'hui, la littérature est associée à la civilisation des livres par lesquels nous parlent à distance les auteurs, mais elle concerne aussi les formes diverses de l'expression orale comme le conte (en plein renouveau depuis une trentaine d'années[évasif] dans les pays occidentaux), la poésie traditionnelle des peuples sans écriture — dont nos chansons sont les lointaines cousines — ou le théâtre, destiné à être reçu à travers la voix et le corps des comédiens. La technologie numérique est cependant peut-être en train de transformer le support traditionnel de la littérature ainsi que sa nature.
Le concept de littérature a été régulièrement remis en question par les écrivains comme par les critiques et les théoriciens : c'est particulièrement vrai depuis la fin du XIXe siècle où l'on a cherché à redéfinir — comme pour l'art — les fonctions de la littérature (par exemple avec la notion d'engagement pour Sartre, Qu'est-ce que la littérature ?) et sa nature (réflexion sur l'écriture et la lecture de Roland Barthes ou études des linguistes comme Roman Jakobson) et à renouveler les critères esthétiques (du « Il faut être absolument moderne » de Rimbaud au nouveau roman en passant par le surréalisme, par exemple).
Il reste que, riche de sa diversité formelle sans limites autant que de ses sujets sans cesse revivifiés qui disent l'humaine condition, la littérature est d'abord la rencontre entre celui qui, par ses mots, dit lui-même et son monde, et celui qui reçoit et partage ce dévoilement. La littérature apparaît donc comme une profération nécessaire, une mise en mots où se perçoit l'exigence profonde de l'auteur qui le conduit à dire et se dire.

### Articles connexes

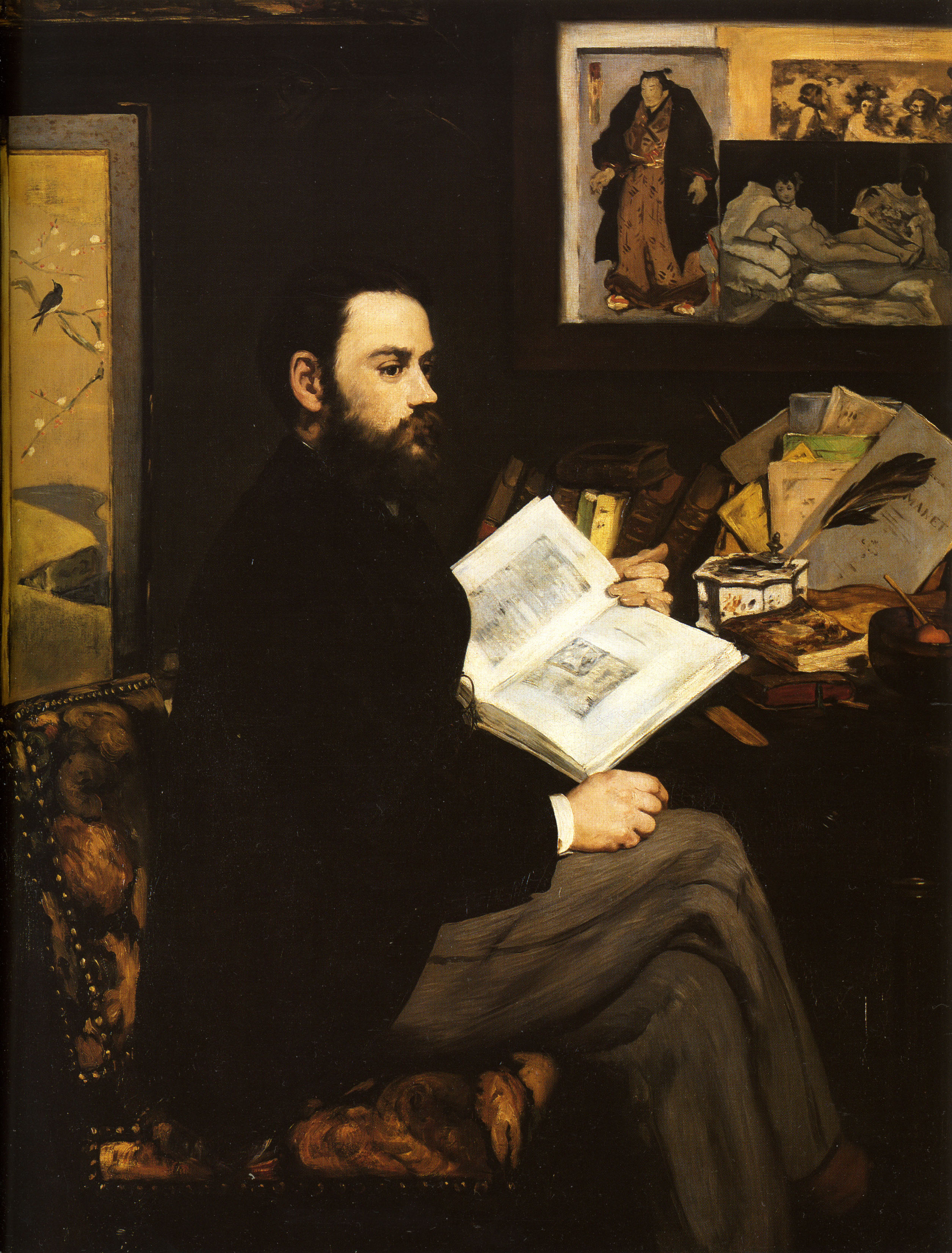
Émile Zola, théoricien et romancier naturaliste.

## Définitions et étymologie

### Étymologie latine

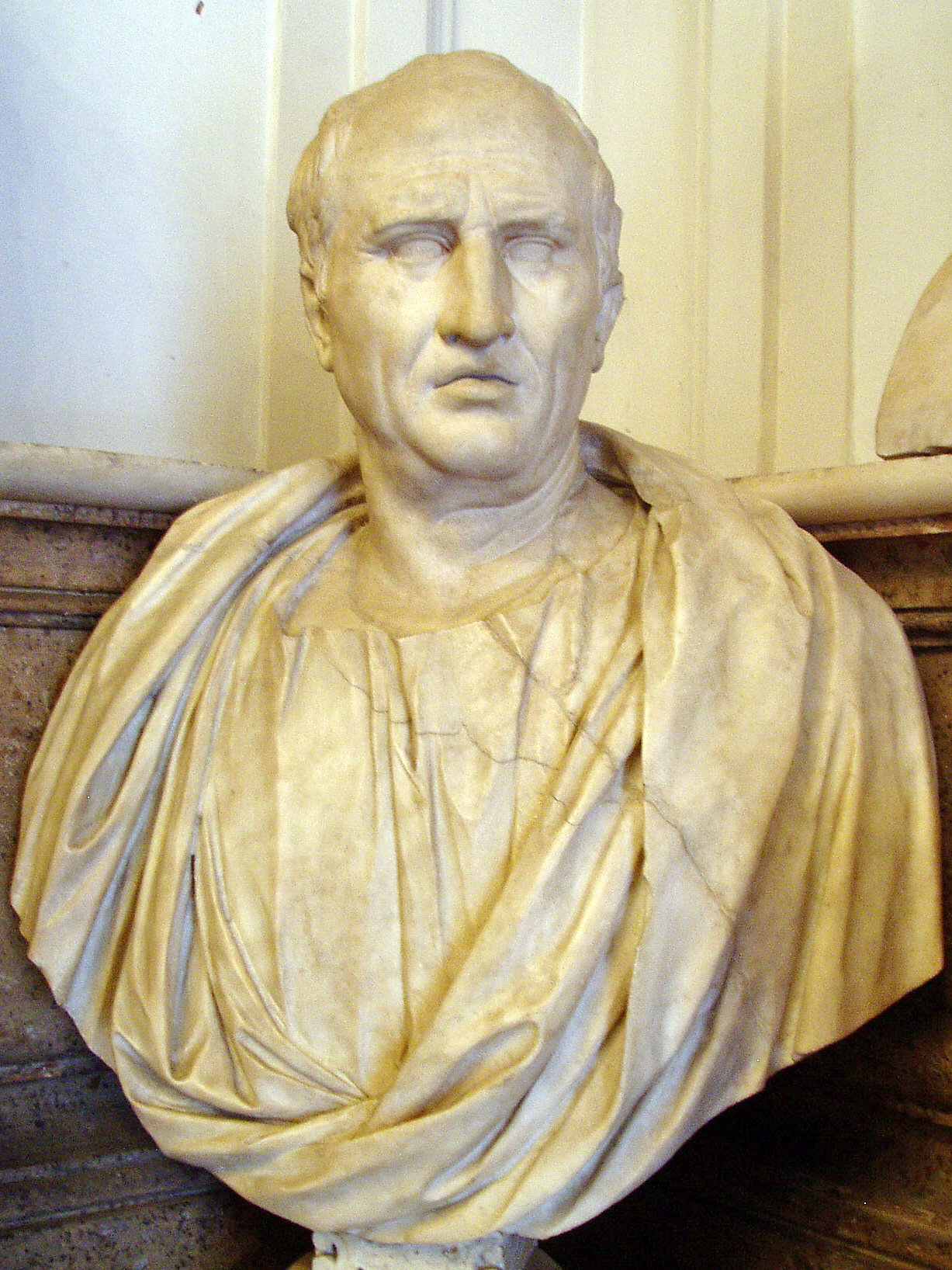
Cicéron.

Le mot français « littérature » provient d'un mot latin litteratura dérivé de littera, « lettre », au sens de signe graphique servant à transcrire une langue.
Le dictionnaire latin-français Gaffiot expose l'évolution du sens du mot latin : celui-ci désigne d'abord (exemple de Cicéron, Ier siècle av. J.-C.) un ensemble de lettres constituant le fait d'écrire ou un ensemble de lettres constituées en alphabet (Tacite) ; le sens s'élargit ensuite au Ier siècle apr. J.-C. (ex. de Quintilien et Sénèque) à celui de grammaire, de philologie, c'est-à-dire à l'étude technique et érudite des textes écrits, pour aboutir avec Tertullien au début du IIIe siècle au sens de savoir, d'érudition dans le domaine des textes écrits.

### Premières attestations en français
Selon le Trésor de la langue française informatisé (TLFi), le mot « littérature » est attesté au début du XIIe siècle (en 1121) avec le sens premier latin de « ce qui est écrit ». Le mot ne retrouve le sens du latin tardif « érudition, connaissance (acquise dans l'étude des livres) » qu'à la fin du XVe siècle : le TLFi cite en exemples J. de Vignay et Philippe de Commynes.

### Évolution du sens auxXVIIeetXVIIIesiècles

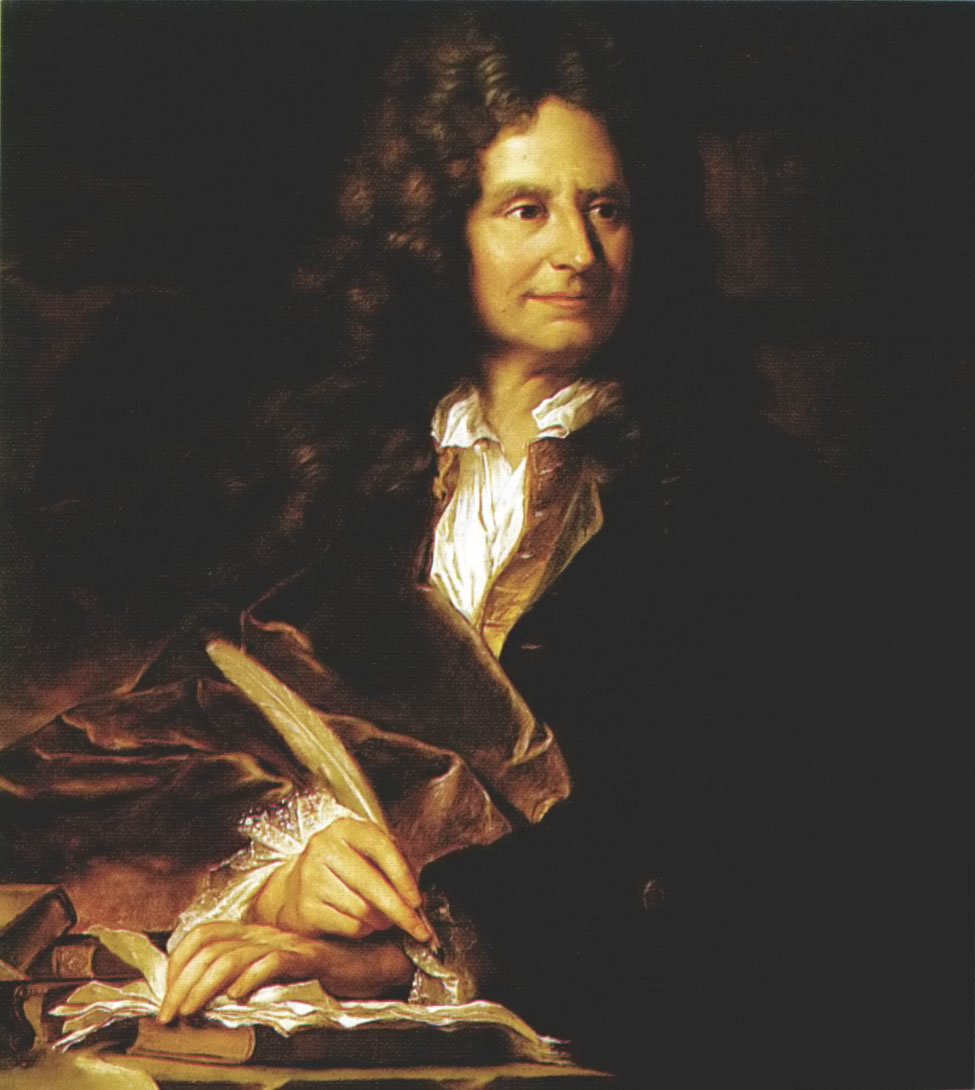
Nicolas Boileau, homme de plume et de théorie.

Selon Philippe Caron, le mot « littérature » garde l'acception générale de « connaissance obtenue par les livres » jusqu'au XVIIe siècle : on dit alors « avoir de la littérature » comme on dit aujourd'hui « avoir de la culture », le terme recouvrant tous les domaines du savoir général ; ainsi, en 1699, Fontenelle présente les mathématiques comme « un genre de littérature ».
Mais dans la seconde moitié du siècle, parallèlement à l'acception généraliste, le mot s'applique de plus en plus à une catégorie de savoir spécifique, celle des « belles-lettres » liées au beau langage. Ce glissement s'explique par l'évolution sociale des élites sous Louis XIV où s'instaure la notion de l'honnête homme, apte à une vie sociale raffinée faite de pratiques culturelles valorisées comme la connaissance des œuvres littéraires, particulièrement celles de l'Antiquité qui nourrissent le théâtre classique, tandis que les poètes exploitent les genres définis par Aristote comme la poésie épique.
Au XVIIIe siècle, le mot « littérature » est devenu un parfait synonyme de « belles-lettres », c'est-à-dire d'œuvres reconnues par les gens de goût et constituant la culture mondaine de l'époque formée par une meilleure éducation et par le monde des salons littéraires et des académies ; ainsi, pour Voltaire, « [l]a littérature désigne dans toute l'Europe une connaissance des ouvrages de goût ». Un autre exemple montre que le mot « littérature », avec le sens commun qu'il possède aujourd'hui, est désormais bien installé au milieu du siècle des Lumières : en 1753, Charles Batteux intitule son ouvrage Cours de belles-lettres, ou Principes de la littérature et en 1764, il le réédite en gardant pour seul titre Principes de la littérature. La même année paraît L'école de littérature de l'abbé Laporte dont le sous-titre de la 2e partie « Des règles particulières de chaque genre de Littérature en Prose et en Vers », est sans ambiguïté.

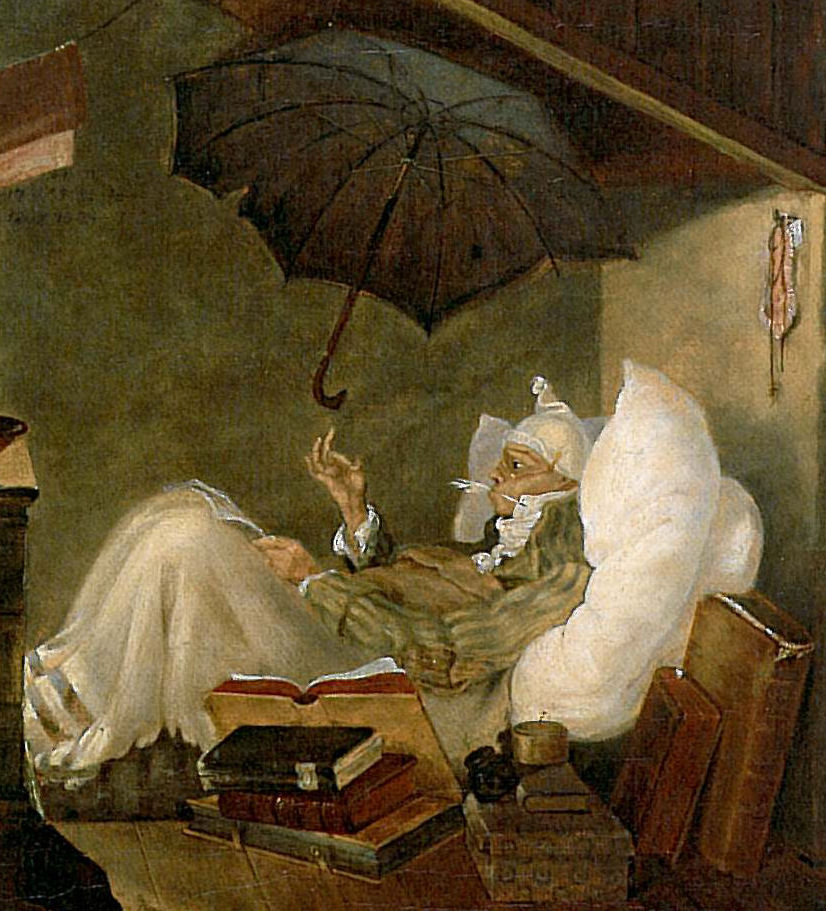
Caricature du poète maudit.

La signification du mot évolue encore lentement à partir de 1750 vers le sens plus large de « création langagière écrite », laissant une place grandissante au jugement subjectif libéré de critères esthétiques contraignants : telle sera plus tard la conception romantique du poète créateur libre même s'il doit être un poète maudit, conception que préfigurait déjà Jean Le Rond d'Alembert dans son Discours préliminaire de l'Encyclopédie lorsqu'il affirmait que les œuvres d'art relèvent principalement « de l'invention qui ne prend guère ses Lois que du génie ». Paul-Louis Courier définit de la même façon, dans les années 1820, une œuvre littéraire comme « produite par l'instinct et le sentiment du beau » donc par le sentiment de l'auteur et pas nécessairement celui de l'ordre établi.

### Sens moderne

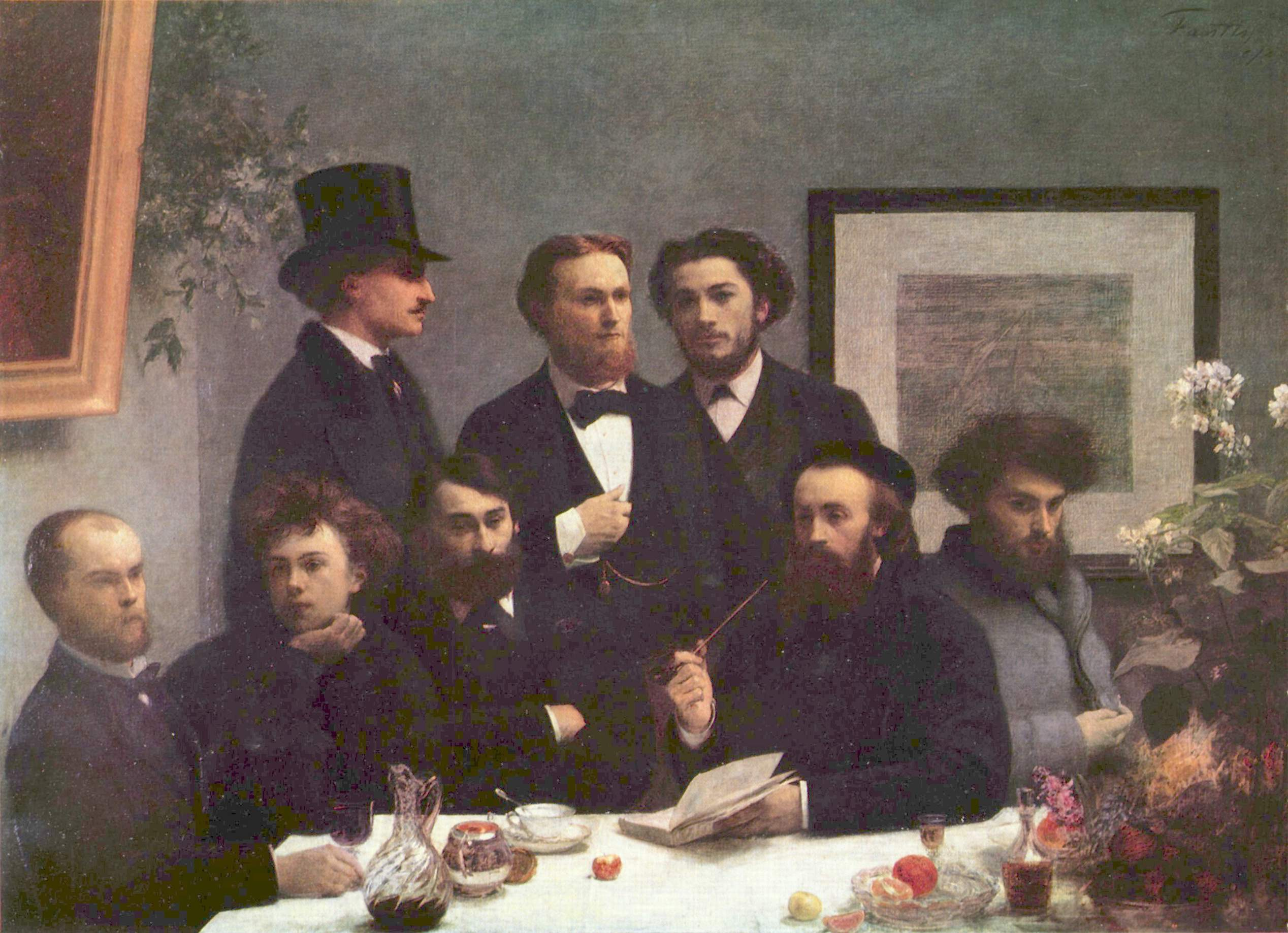
Poètes français du XIXe siècle.

Vers 1800, le sens moderne est devenu le sens commun : le mot « littérature » s'applique à des textes auxquels « on » accorde une qualité esthétique que l'on peut discuter, qu'il s'agisse du jugement d'une institution de doctes exprimant le goût commun mais aussi de l'auteur ou du lecteur individuel : c'est l'emploi qu'en fait Madame de Staël dans son ouvrage emblématique De la littérature en 1799.
Au milieu du XIXe siècle, le grammairien Bernard Jullien distingue encore « littérature » et « grammaire » : pour lui, la pointe ultime de la « haute grammaire » dépasse depuis l'Antiquité la description des mécanismes de la langue pour aborder les critères du beau dans l'aspect formel et stylistique des textes. La littérature qui « classe et étudie les ouvrages (présentant un intérêt de style) » va au-delà : elle prend en charge l'étude et le questionnement sur le fond, sur le contenu des œuvres, par exemple les thèmes abordés et les points de vue choisis par les auteurs, ce qui n'exclut jamais les interférences avec la morale comme le démontrent les procès faits à la même époque, en 1857, à Baudelaire et Flaubert pour atteinte aux bonnes mœurs. Bientôt la « grammaire » se limitera à la description de la langue, devenant un outil pour la littérature qui s'occupera de l'observation et à l'appréciation des aspects formels comme des contenus des œuvres. Des « sciences » nouvelles comme la stylistique ou la linguistique reprendront dans la seconde moitié du XXe siècle le rôle qui était dévolu à la haute grammaire dans l'étude des textes.

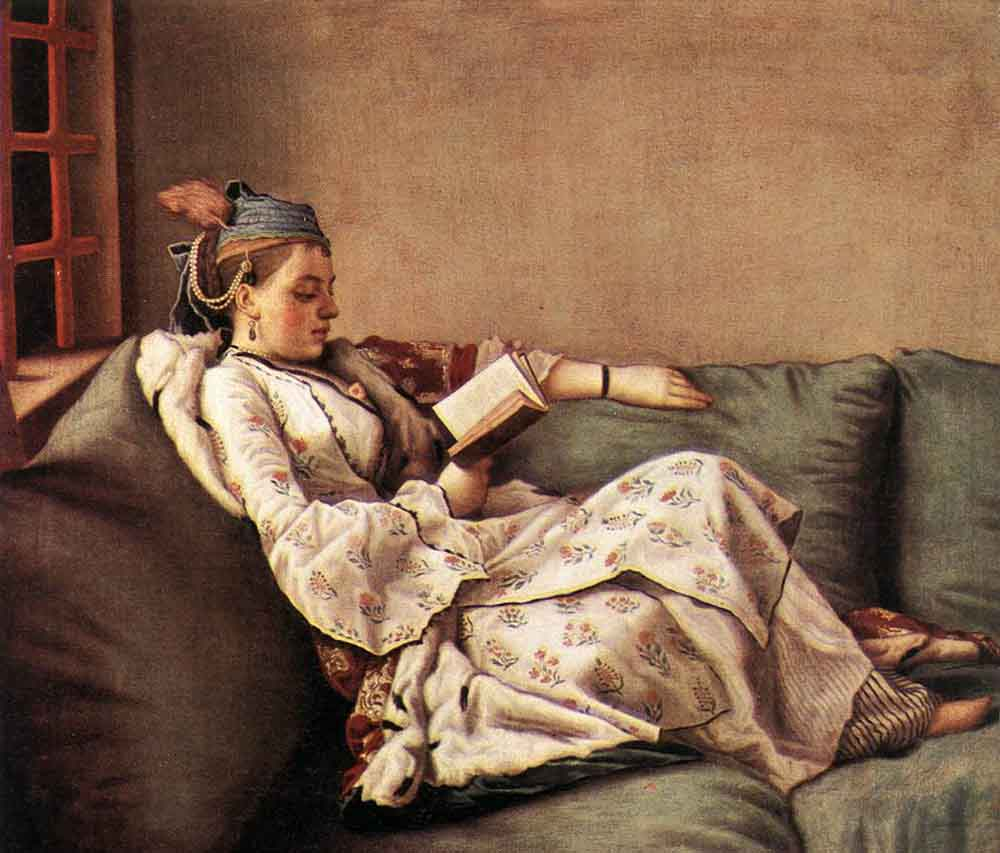
La fille de Louis XV lisant.

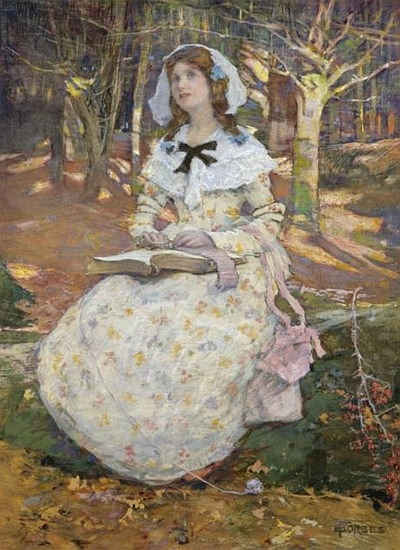
La femme au livre est devenue un topos du portrait en peinture.

Finalement, le champ de la « littérature » s'élargit au XXe siècle à toutes les productions écrites, non sans débats sur les canons littéraires : on discute aussi bien les contenus (sentimentalisme des romans de gare, pornographie et érotisme) que la forme (roman sans ponctuation, vers libre, écriture automatique). On utilise donc de plus en plus des catégories affinées comme roman historique, littérature de science-fiction ou paralittérature, sans que disparaissent les désaccords sur la qualification littéraire de certains types d'œuvres comme le roman de gare, le roman-photo ou la bande dessinée. On remet également en cause les notions de « genre littéraire » et de « types de texte » ainsi que leur hiérarchisation comme on réévalue les œuvres du passé (voir, à titre d'exemple récent, Charles Dantzig, Dictionnaire égoïste de la littérature française, 2005). Inversement, l'historien et écrivain Ivan Jablonka propose de replacer certains textes de sciences humaines et sociales dans la littérature, définie selon six critères (forme, imagination, polysémie, voix singulière, institutionnalisation, recherche du vrai).

### Sens, annexes et famille de mots
- Le sens premier de « savoir contenu dans les livres » perdure d'une certaine façon quand le mot désigne l'ensemble des écrits se rapportant à un sujet (ex. : « il existe une abondante littérature sur l'école », « littérature médicale ») ;
- le sens métonymique du XVIIe siècle demeure, quand le mot renvoie au fait de produire des œuvres littéraires ou de faire carrière dans l'écriture (ex. : « la littérature ne nourrit pas son homme », « entrer en littérature »). Le mot peut aussi désigner « [t]out le corps des gens de lettres » (déjà dans le dictionnaire Richelet en 1680) mais on utilisera alors plutôt l'expression « la République des Lettres » ;
- le mot a parfois un sens péjoratif, soulignant le caractère artificiel et vain d'un écrit comme dans le vers fameux de Verlaine « Et tout le reste est littérature »[11].

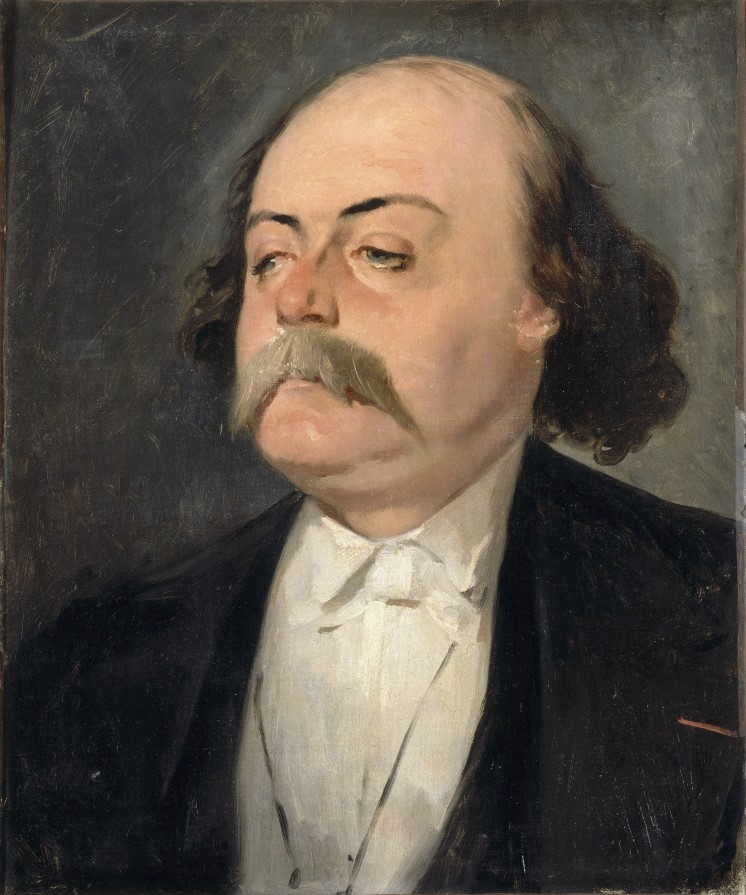
Gustave Flaubert mit 5 ans à écrire Madame Bovary.

Parmi les mots de la même famille, on distingue :
- l'adjectif « littéraire », qui existe depuis le XVIe siècle mais ne trouve son emploi qu'au début du XVIIIe siècle pour désigner « ce qui appartient au savoir tiré des livres, aux Lettres comme aux Sciences ». Très vite, vers 1760, il renvoie aux belles-lettres (comme le mot « littérature »), par exemple dans des emplois comme « société littéraire » ou « journal littéraire » ;
- le nom « littérateur », qui apparaît au début XVIIIe pour désigner quelqu'un qui s'occupe de littérature ;
- le verbe « littératurer » au sens de « faire de la littérature », qui est plutôt péjoratif ou moqueur [exemples du TLFi : « afin que nous ayons nos aises pour littératurer à loisir » (Flaubert), « Sartre et tous ces jeunes littérateurs littératurants » (Cendrars)[12]].

### Nature de la littérature

#### La littérarité: questions à la littérature
Les débats esthétiques et moraux ne seront jamais clos d'autant que les ambitions des auteurs ne correspondent pas nécessairement aux attentes des lecteurs, ce qui pose ainsi la question des avant-gardes qui apparaissent à chaque génération ou presque depuis 1830 et que reflètent les mouvements littéraires qui se sont succédé comme le romantisme, le naturalisme, le décadentisme, le dadaïsme… Le découpage en périodes historiques ou en aires linguistiques fait aussi débat et se conjugue avec d'autres éclairages : distinction des auteurs selon le genre (littérature féminine avec Marguerite Yourcenar et féministe avec Simone de Beauvoir, L'Invitée et Virginia Woolf, Orlando et Une chambre à soi), l'orientation sexuelle (littérature « gay » et lesbienne avec Monique Wittig), des approches politiques (littérature communiste), etc.
Bien que la plupart des prix Nobel de littérature aient été attribués à des hommes (en 2021 101 hommes pour 16 femmes), plusieurs femmes l'ont obtenu : Selma Lagerlöf, Grazia Deledda, Sigrid Undset, Pearl S. Buck, Gabriela Mistral, Nelly Sachs, Nadine Gordimer, Toni Morrison, Wisława Szymborska, Elfriede Jelinek, Doris Lessing, Herta Müller, Alice Munro, Svetlana Alexievich, Olga Tokarczuk, Louise Glück, Annie Ernaux.
La littérature s'interroge aussi sur sa nature et sur son rôle depuis la fin du XIXe siècle dans la pratique (ex. Lautréamont, Mallarmé, Camus) comme dans la théorisation (ex. Valéry, Sartre). D'abord surtout centrée sur la poésie par les « modernes » (surréalistes, lettristes, Oulipo), la réflexion s'est portée sur le roman avec le Nouveau Roman dans les années 1950-1970 et L'Ère du soupçon qui remet en cause la notion de personnage, sur la chronologie (ex. Claude Simon, Jean Ricardou) ou sur des genres nouveaux comme l'autofiction aujourd'hui, et également sur le théâtre (Antonin Artaud - théâtre éclaté de Beckett ou Ionesco). Des débats se sont ainsi ouverts, portés par les créateurs comme par les universitaires et les critiques, par exemple à propos du lien entre l'œuvre et l'auteur récusé par Proust contre Sainte-Beuve, ou de « la mort de l'auteur » que proclame Roland Barthes pour qui la place majeure revient au lecteur qui réécrit le texte pour lui-même.
En fait, la « littérarité d'un texte », c'est-à-dire ce qui en fait un texte littéraire, ce qui fait qu'il appartient à la littérature, est toujours la question centrale : des approches comme le structuralisme avec Roland Barthes, la narratologie de Gérard Genette, la stylistique, définie comme une « linguistique des effets de l'énoncé » par Michael Riffaterre ou l'analyse du schéma de la communication et des fonctions du langage de Roman Jakobson cherchent à bâtir une approche technique et plus objective des textes qui se heurte néanmoins à des oppositions fortes, par exemple celle d'Henri Meschonnic.

## Histoire

### Antiquité
La littérature antique est l'ensemble des littératures nées au sein des différentes civilisations antiques dans le monde, soit les œuvres orales ou écrites remarquables par leur esthétique durant l'Antiquité.

#### Littérature mésopotamienne
La littérature de la Mésopotamie antique comprend un ensemble de textes en écriture cunéiforme, écrits pour la plupart sur des tablettes d'argile exhumées sur les sites de Mésopotamie et de régions voisines (Syrie, Anatolie) par les archéologues depuis le XIXe siècle. Elles sont rédigées dans les deux langues majeures de cette civilisation, le sumérien et l'akkadien.
Si l'écriture apparaît vers 3300 av. J.-C., les premiers textes connus sont de nature administrative ou technique, et les plus anciens textes narratifs connus datent des environs du milieu du IIIe millénaire av. J.-C. (v. 2600-2500 av. J.-C.). À partir de cette période se développe un ensemble de genres littéraires, qui perdure jusqu'à la disparition de l'écriture cunéiforme aux débuts de notre ère. Ces différents genres, dont certains sont particuliers à cette culture, comprennent aussi bien les mythes et épopées, les hymnes et chants, les chroniques historiques, les textes de sagesses. Les textes techniques, non narratifs, servant à l'apprentissage, sont une portion majeure des fonds de tablettes à la disposition des lettrés mésopotamiens. Du reste beaucoup de textes littéraires narratifs sont connus par des copies d'entraînement faites dans un cadre scolaire.

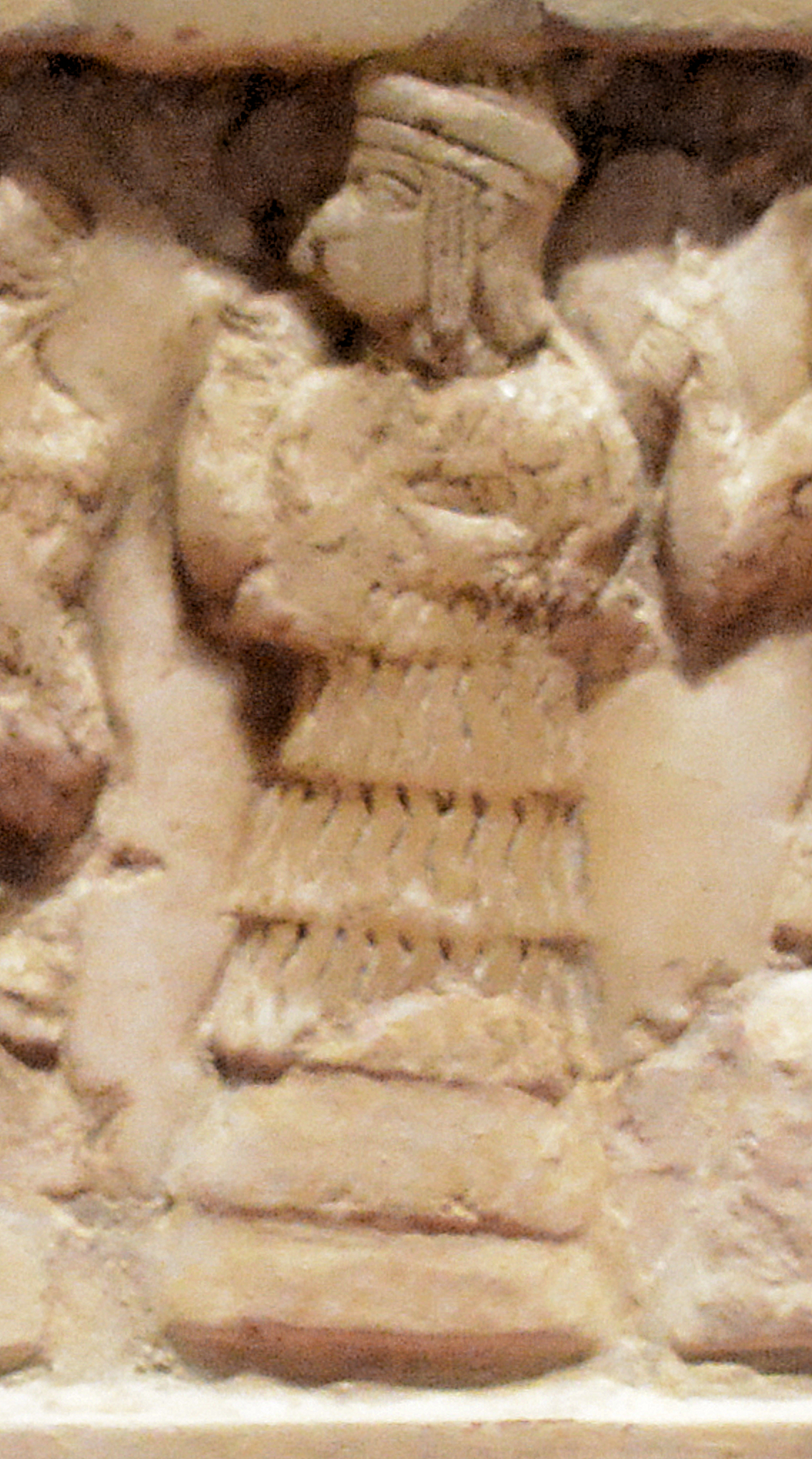
Enheduanna, grande prêtresse mésopotamienne, autrice du premier texte littéraire connu.

Le premier texte de type littéraire connu, daté de 2300 av. J.-C., est l'œuvre d'Enheduanna, une grande prêtresse mésopotamienne.

#### Littérature grecque antique

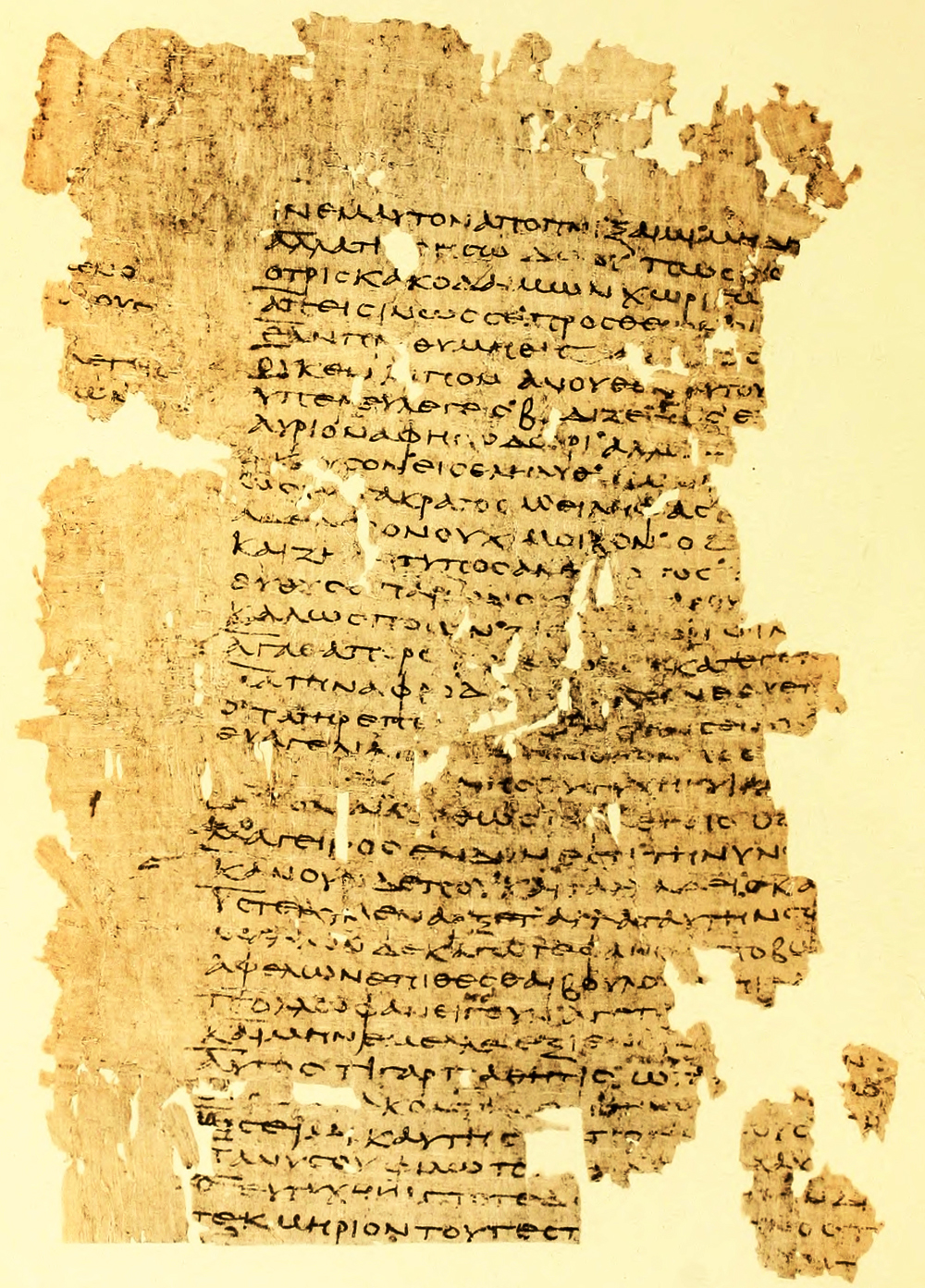
Les livres grecs antiques étaient faits de papyrus. Ici un fragment d'un papyrus d'Oxyrhynchos montrant un passage d'une pièce de Ménandre.

Les premières œuvres littéraires connues composées en grec ancien sont des épopées mythologiques (Iliade et Odyssée d'Homère, Théogonie d'Hésiode, etc.). On doit aussi aux Grecs la tragédie (représentée par Eschyle, Sophocle et Euripide), la comédie (dont seules les pièces d'Aristophane et de Ménandre nous sont parvenues) et le récit historique, qui naît avec Hérodote puis se poursuit avec Thucydide et Xénophon. La fiction romanesque n’y occupe qu’une part minime. La philosophie et la littérature didactique (études, traités) tiennent aussi une place prépondérante, notamment par les écrits de Platon et d'Aristote. En poésie, l'œuvre de Sappho est aussi connue que celle d'Homère dans l'antiquité.
L'influence de la littérature grecque antique perdure jusqu'à aujourd'hui. Les auteurs romains de la littérature latine s'en inspirent largement. Par la suite, la littérature grecque n'a cessé de marquer la culture et la littérature occidentales (et en particulier la littérature française), qui puisent dans ses thèmes et ses œuvres lors de mouvements comme la Renaissance, l'Humanisme ou le Classicisme.

#### Littérature latine
La littérature latine désigne la littérature écrite en latin, principalement dans la Rome antique mais aussi dans tous les territoires où cette langue était parlée du fait d'une conquête effectuée par Rome ou simplement de l'influence de la culture romaine. Du point de vue chronologique, on a continué très longtemps à écrire en latin. Mais la plupart des histoires de la littérature latine ne portent que sur les textes rédigés sous la République et l'Empire romain : les chercheurs considèrent que les changements culturels qui ont accompagné la transition entre l'Antiquité et le Moyen Âge, mais aussi le net recul du latin comme langue parlée dans les premiers siècles du haut Moyen âge, marquent la fin de la littérature latine au sens premier du terme, puisqu'elle cesse d'être nourrie par un parler vivant communément répandu. La littérature écrite en latin à partir du Moyen Âge devient réservée à une élite savante et au clergé.
On peut également poser la question des textes à inclure ; on prend généralement en compte des textes de nature très variées : des ouvrages d'histoire comme ceux de Salluste et de Tacite, des discours judiciaires et philosophiques, ceux de Cicéron en particulier, des traités philosophiques et humanistes, ceux de Sénèque par exemple... Cela se justifie par les différences entre les conceptions latines des lettres et la vision moderne de la littérature.

### Époque moderne

#### Renaissance
La littérature de la Renaissance s'inscrit dans le mouvement plus général de la Renaissance, qui naît en Italie au XIIIe siècle et se prolonge jusqu'au XVIe siècle en se diffusant dans le monde occidental.
Elle se caractérise par l'adoption d'une philosophie humaniste, la récupération de la littérature classique de l'Antiquité et connaît un essor démultiplié grâce à la diffusion de l'imprimerie à partir du milieu du XVe siècle.
Le concept de littérature lui-même se précise d'ailleurs au cours de cette période. La fin du Moyen Âge voit la séparation du champ global des litterae (tout écrit, quel qu'il en soit le sujet), en humanae litterae et divinae litterae : respectivement, les écrits concernant l'activité humaine, ainsi que les écrits à caractère religieux. Quoique les humanae litterae se penchent, sans distinction, sur l'ensemble de l'activité intellectuelle humaine (science, comme littérature), leur importance et valorisation grandissante contribue de façon significative au développement de la littérature - et, notamment, à son autonomisation par rapport aux écritures saintes.

## Principales formes
On distingue traditionnellement trois grands domaines littéraires :
- le roman et les genres apparentés (nouvelle, épopée, autobiographie…), qui relèvent de la diégèse, le fait de raconter des choses ;
- les différentes formes d'expression théâtrale, qui peuvent être rapprochées de la notion aristotélicienne de mimèse, le fait de montrer des choses ;
- les différentes formes d'expression poétique.

On notera qu'aucun de ces grands domaines ne peut se définir simplement par la présence ou l'absence de vers : par exemple, les romans de Chrétien de Troyes étaient écrits en vers, ce qui ne les empêche pas d'appartenir à la littérature narrative, et non à la poésie. Le théâtre peut s'écrire en vers comme en prose. Et la modernité a démontré que la poésie n'est pas nécessairement définie par la présence de vers, comme l'ont montré des poètes tels que Aloysius Bertrand, Charles Baudelaire, Arthur Rimbaud ou encore Saint-John Perse.
Ces grands domaines se déclinent en sous-domaines et en genres littéraires. Leurs frontières ne sont pas absolument étanches, en particulier si l'on s'intéresse à des œuvres contemporaines qui remettent en question les catégorisations traditionnelles.

### Le roman et les genres narratifs
L'un des trois grands domaines de la littérature est celui du roman et plus largement de l'ensemble des genres narratifs qui s'y apparentent. Le point commun de ces différents genres est la place prédominante qu'y occupe le récit. Les œuvres littéraires concernées sont pour la plupart écrites en prose, mais il existe aussi des romans en vers.

#### Le roman
Le roman est défini par Michel Raimond comme un « genre sans loi », qui a « grandi un peu au hasard ». En effet, il n'a pas été d'emblée théorisé ni accompagné de règles, ce qui lui a valu, au départ, un certain « discrédit ». Cela ne l'a pas empêché de connaître un grand succès : le roman « a assuré son hégémonie sur les autres genres ». De fait, le roman s'est arrogé « tous les procédés qui lui convenaient » et peut adopter de multiples formes.
La diversité du genre romanesque est perceptible grâce au grand nombre de sous-genres en lesquels il se subdivise, parmi lesquels on peut citer, de façon non exhaustive :
- le roman historique,
- le roman policier,
- le roman par lettres ou roman épistolaire,
- le roman de science-fiction,
- le roman d'aventures,
- le roman autobiographique…
- le roman romantique[23]
- le roman d'analyse
- le roman réaliste

#### La nouvelle
La nouvelle est définie comme un bref récit dont l'intrigue est simple et se déroule sur une durée brève. Elle se conclut généralement sur une fin simple et rapide. Elle fait partie du genre narratif.

#### L'autobiographie et les genres autobiographiques
L'autobiographie est un récit dans lequel l'auteur raconte sa propre existence. On peut parler de « genres autobiographiques » au pluriel, dans la mesure où plusieurs genres s'apparentent à l'autobiographie tout en présentant des traits distincts, tels le roman autobiographique ou l'autofiction. Le genre autobiographique a notamment été théorisé par Philippe Lejeune.

### Poésie
La poésie est un vaste ensemble d’œuvres littéraires, orales ou écrites, ayant ou non recours au vers. Elle ne peut guère se définir par l'emploi de formes ou le traitement de thèmes particuliers. Si elle se caractérise souvent par l'importance accordée par l'écrivain au langage lui-même, le souci de perfection formelle n'est pas nécessairement premier.

### Théâtre
Les œuvres théâtrales sont des œuvres littéraires destinées à être représentées sur la scène d'un théâtre. Le texte théâtral trouve donc son aboutissement dans une représentation. Ainsi, comme l'écrit Martine David, le théâtre « appartient à la littérature par ses œuvres dramatiques, au spectacle par ses techniques du jeu et de la scène, à l'histoire par ses rites et ses traditions ».
Il existe de nombreux genres théâtraux, parmi lesquels on peut citer la tragédie, la comédie, la tragi-comédie, le drame et le vaudeville.

## Genres littéraires

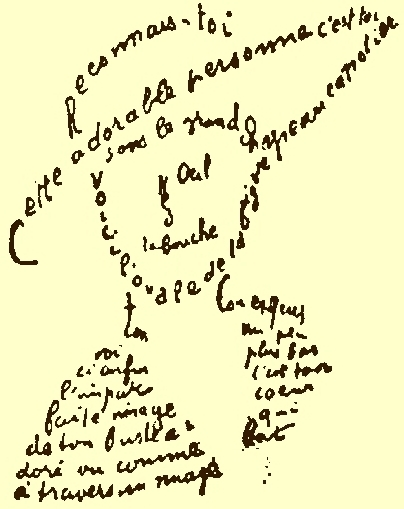
Un calligramme de Guillaume Apollinaire. C'est un genre littéraire dont la disposition graphique sur la page forme un dessin.

Un genre littéraire est une notion permettant de définir un ensemble d’œuvres littéraires comme présentant des caractéristiques communes, qui les distinguent d'autres œuvres littéraires. Par exemple, la comédie, la tragédie, l'ode, l'élégie, le roman historique, le roman policier sont des genres littéraires. Il existe des genres littéraires, de la même façon qu'il existe des genres picturaux (la nature morte, la marine, le portrait…), des genres musicaux (l'opéra, le concerto…), des genres cinématographiques, etc. Toutefois, certaines œuvres littéraires peuvent remettre en question la typologie des genres littéraires.

## La littérature comme discipline d'enseignement et de recherche

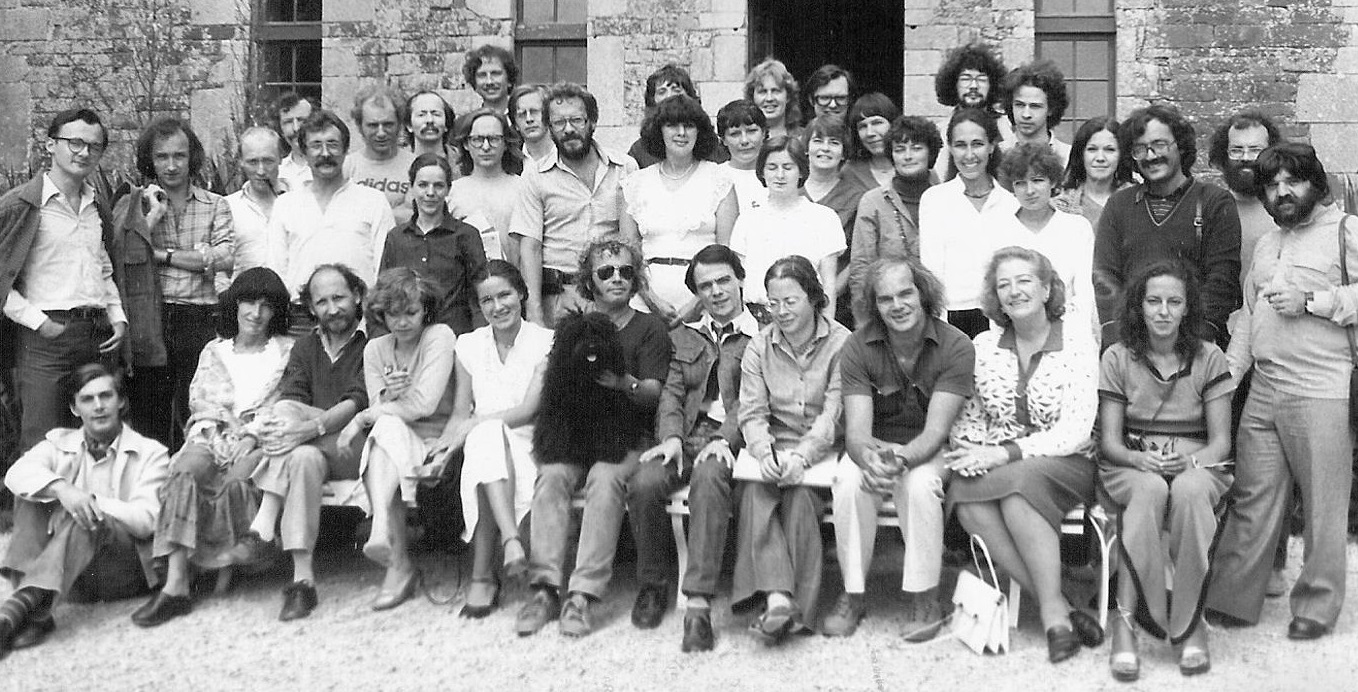
Atelier de littérature contemporaine avec Marc Avelot, Philippe Binant, Bernard Magné, Claudette Oriol-Boyer, Jean Ricardou pendant l'écriture des Géorgiques de Claude Simon (Cerisy, 1980).

Si le mot « littérature » désigne avant tout l'ensemble des œuvres littéraires, il s'applique aussi au champ du savoir constitué par l'étude de ces œuvres littéraires. En ce sens, la littérature est une discipline d'enseignement et de recherche, qui se subdivise elle-même en plusieurs champs disciplinaires.

### Analyse littéraire
L'analyse littéraire est au cœur de l'étude de la littérature dans de nombreux départements universitaires destinés à l'étude de la littérature en langue française. Depuis 2006, le Collège de France possède ainsi une chaire « Littérature française moderne et contemporaine : histoire, critique, théorie ». L'analyse littéraire est aussi une pratique essentielle du programme du cours de français au lycée où elle prend notamment la forme de la dissertation littéraire (sur un ouvrage, une œuvre ou un courant littéraire), de la dissertation générale littéraire (sur la littérature) et du commentaire composé (sur un extrait).

### Histoire littéraire
L'histoire littéraire est la discipline qui s'intéresse à l'évolution historique de la littérature et des œuvres littéraires, en relation avec le contexte donné d'une époque, avec l'histoire des idées, des courants et des mouvements littéraires. Par exemple, un ouvrage tel que Le roman jusqu'à la Révolution de Henri Coulet peut être considéré comme un ouvrage d'histoire littéraire, puisqu'il étudie l'évolution d'un genre (le roman) sur une période donnée (du Moyen Âge à la Révolution) et dans un espace donné (la France).

### Littérature comparée
La littérature comparée est la discipline qui s'intéresse à la comparaison d'œuvres différentes, issues ou non de milieux culturels ou d'époques différents ou encore de langues différentes.

## Rôle identitaire
En créant des fictions qui articulent des valeurs collectives et en popularisant des personnages, la littérature a joué un rôle clé dans la construction des identités nationales,. Benedict Anderson souligne le rôle de l’imprimerie dans la configuration des « communautés imaginées », générant une identité nationale fondée sur un imaginaire collectif et certains aspects communs, comme la langue,.
Dans le champ littéraire, la littérature fut d’abord une question nationale, avant de s'étendre progressivement à l'echelle internationale, jusqu’à devenir un phénomène global, lié au jeu d'influences entre littératures (au pluriel) et ouvrant de nouvelles possibilités de création.
Anne-Marie Thiesse, en étudiant la construction de l'identité à travers la littérature, notamment celle de l'État-nation à travers le roman (le « roman national »), en particulier la construction des identités européennes depuis le XVIIIe siècle et les relations entre centre et périphérie dans la formation de l'identité française, souligne qu'il existe une série d'éléments nécessaires à l'élaboration de la nation : une histoire liée à des ancêtres glorieux, des héros paradigmatiques des vertus nationales, une langue, des monuments, un folklore, un paysage typique, une mentalité particulière, des représentations officielles (hymne et drapeau) et des identifications particulières (vêtement typique, spécialités culinaires, animaux emblématiques),.

## Statut de la littérature et de l'écrivain

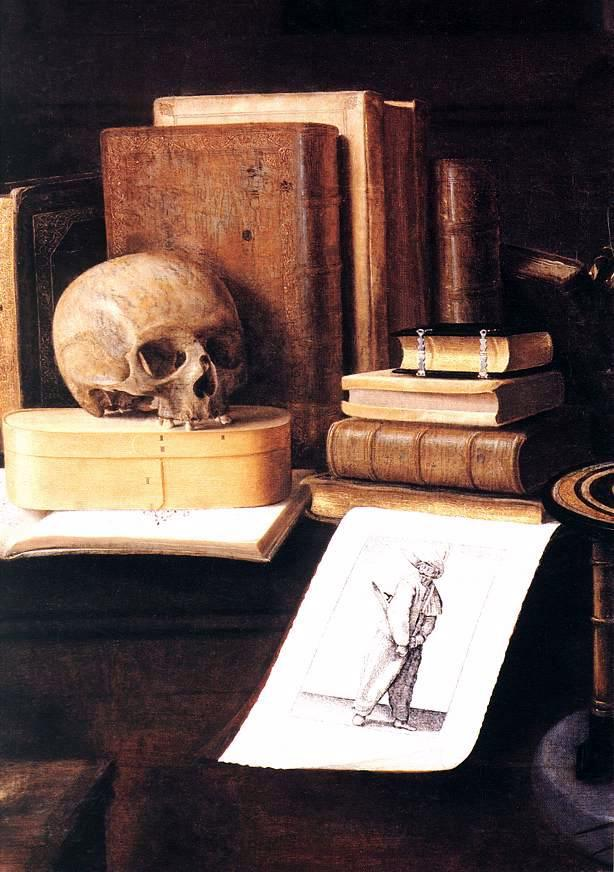
La mort de la littérature ?

Le statut de la littérature peut être interrogé face à la concurrence du cinéma et de la télévision et face à l'usage récent des technologies de l'information et de la communication et de l'informatique dans la production et la diffusion des textes, ces éléments posant la question plus générale de la place de l'écrit dans le monde post-moderne. Cependant, nul doute concernant l'avenir de la littérature : celle-ci dérive de l'Écriture, et on ne peut effacer le rôle de l'Écriture, elle remplace ce qui est dit, parlé, de voie orale.
Enfin, les littérateurs (mis à part les dramaturges ou les auteurs de chansons qui affrontent le monde de la scène et de la diffusion musicale) n'existent traditionnellement qu'à travers l'édition de leurs textes en ouvrage ou dans les journaux. Les rapports avec le monde de l'édition sont donc cruciaux pour la littérature et pour les écrivains qui ont eu à imposer la notion d'auteur garant de l'œuvre et l'existence de droits d'auteur (droits patrimoniaux et moraux) à la suite de Beaumarchais, à l’initiative de la Société des auteurs et compositeurs dramatiques, en 1777, et d'Honoré de Balzac avec sa « Lettre aux écrivains du XIXe siècle » parue dans la Revue de Paris en 1834 qui a abouti en 1838 à la création de la Société des gens de lettres. Cependant, seul un nombre très limité de créateurs de littérature peut vivre de sa plume, ce qui continue à poser la question du statut de l'écrivain.

### Catégories connexes
- Littérature
- Littérature par continent
- Listes d'écrivains
- Listes d'œuvres littéraires